# 韦尼奥号战列舰
韦尼奥号战列舰（法語：Vergniaud）是6艘丹东级战列舰中第6艘建造的軍艦。本艦於1908年7月在吉倫特鍛造和造船廠放置龍骨，並在1911年12月18日於法國海軍服役，艦名來自於法國法國大革命時期著名的演說家皮埃尔·维克蒂尼安·韦尼奥。艦上的主要武器為4門305公釐45倍徑1906年型主砲，這些主砲配置於2座雙聯裝砲塔內。其推進系統由4組帕森式蒸汽渦輪發動機與26台尼克勞斯式鍋爐組成，航速可達19節（35每小時；22英里每小時）左右。
在第一次世界大戰開始時，韋尼奧號曾試圖阻止德國海軍格本号大巡洋舰與布雷斯勞號小巡洋艦從西側突破地中海防線，以及護衛往返於法國本土與北非之間的運輸艦隊。幾個月後，韋尼奧號隨英法聯軍艦隊航往亞得里亞海，並在安提瓦里海戰中，協助聯軍擊沉奧匈帝國海軍的澤塔號防護巡洋艦。隨後，韋尼奧號在奧特朗托海峽與達達尼爾海峽執行巡航任務，防止同盟國艦隊突破地中海防線。
在鄂圖曼帝國於1918年10月30日與協約國簽署穆德洛斯停戰協定後，韋尼奧號曾短暫地參與佔領君士坦丁堡行動。法國海軍接下來指派韋尼奧號與米拉波號前往黑海，協助在塞瓦斯托波爾的俄國白軍抵抗布爾什維克份子。然而在這期間，艦上的船員因厭戰情緒而爆發叛亂，並且在示威中有一名船員因血腥鎮壓而遭到射殺，導致本艦不得不返回法國本土。返國後的韋尼奧號，被法國海軍轉調至東地中海後備艦隊。後來因性能越來越不符需求，法國海軍遂於1921年將本艦轉為廢船，並在1926年前用作靶艦，最終在1928年拆解。

## 設計

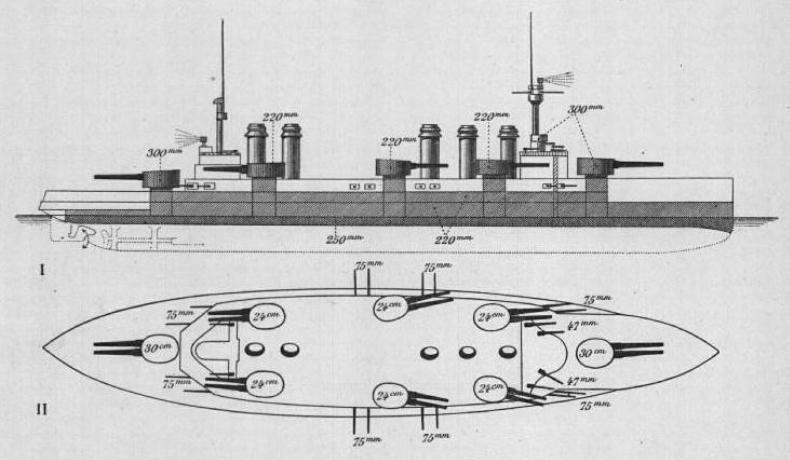
丹東級描繪圖。

韋尼奧號是第六艘建造的丹东级战列舰，本艦於1908年7月在吉倫特鍛造和造船廠放置龍骨，並在1910年4月12日時下水，最終於1911年12月18日服役，是丹东级战列舰中最晚服役的一艘軍艦。其全長146.6（481英尺0英寸）、舰宽25.8（84英尺8英寸）、最大載重下吃水深度為9.2（30英尺2英寸）、滿載排水量19,736公噸（19,424長噸；21,755短噸）、艦上可容納681名人員。本艦的推進系統由4組帕森式蒸汽渦輪發動機與26台鍋爐組成，可為艦艇提供22,500匹軸馬力（16,800千瓦特），使本艦的航速可達19節（35每小時；22英里每小時）左右。不過韋尼奧號在海試時，最高航速曾達到19.7節（36.5每小時；22.7英里每小時）。在鍋爐型號上，韋尼奧號上使用的是尼克勞斯式鍋爐，與其使用同一型號的同型艦還有孔多塞號及狄德罗号。本艦出航時可攜帶2,027公噸（1,995長噸；2,234短噸）的燃煤，供給艦艇在10節（19每小時；12英里每小時）航速下，到達3,370英里（2,930海里）遠的巡航半徑。
武器配置上，韋尼奧號的主要武器由4門305公釐45倍徑1906年型主砲組成，這些主砲配置於2座雙聯裝砲塔內，而這2座砲塔分別安裝在前甲板與後甲板的船艛建築上方。次要武器方面，12門240公釐50倍徑1902年型主砲配置在6座雙聯裝砲塔內，每邊船側分別各安裝3座砲塔。艦上16門75（3.0英寸）口徑施耐德1908年型火砲與10門哈奇開斯47（1.9英寸）口徑火砲構成艦上防禦敵魚雷艇的重要武器；另在船體水線下區域配有2組450（17.7英寸）口徑魚雷管。本艦的水線裝甲帶厚度為270（10.6英寸），主砲與司令塔側面由300（11.8英寸）厚的裝甲保護。

### 戰時改裝
第一次世界大戰期間，韋尼奧號與其他同型艦一同進行改裝，此次改裝將艦艇前方2座240（9.4英寸）口徑砲塔的頂部加裝75（3.0英寸）口徑防空砲；為了確保能施放風箏式氣球，主桅杆高度於1918年期間改低；240（9.4英寸）口徑火砲的仰角也在這次改裝中提高，火砲射程增至18,000（20,000碼）。

## 服役歷程

### 一次大戰前
韋尼奧號在1906年12月26日下單，隨後於1908年7月在波爾多吉倫特鍛造和造船廠放置龍骨。1910年4月12日，本艦正式下水；經歷2年的建造時間後，終於在1911年12月18日正式服役。法國海軍在這艘艦耗費55,247,307法郎，最初本艦被分派至法國地中海艦隊第1分艦隊第1總隊。在1913年5月至6月期間，韋尼奧號隨艦隊參與從普羅旺斯到突尼西亞航道上的艦隊演習。之後於1913年6月7日參與法國總統雷蒙·普恩加萊的海上閱兵典禮。1913年10月至12月期間，韋尼奧號隨第1總隊巡迴地中海東部海域，並在1914年5月參與在地中海舉行的大規模艦隊演習。

### 一次大戰期間

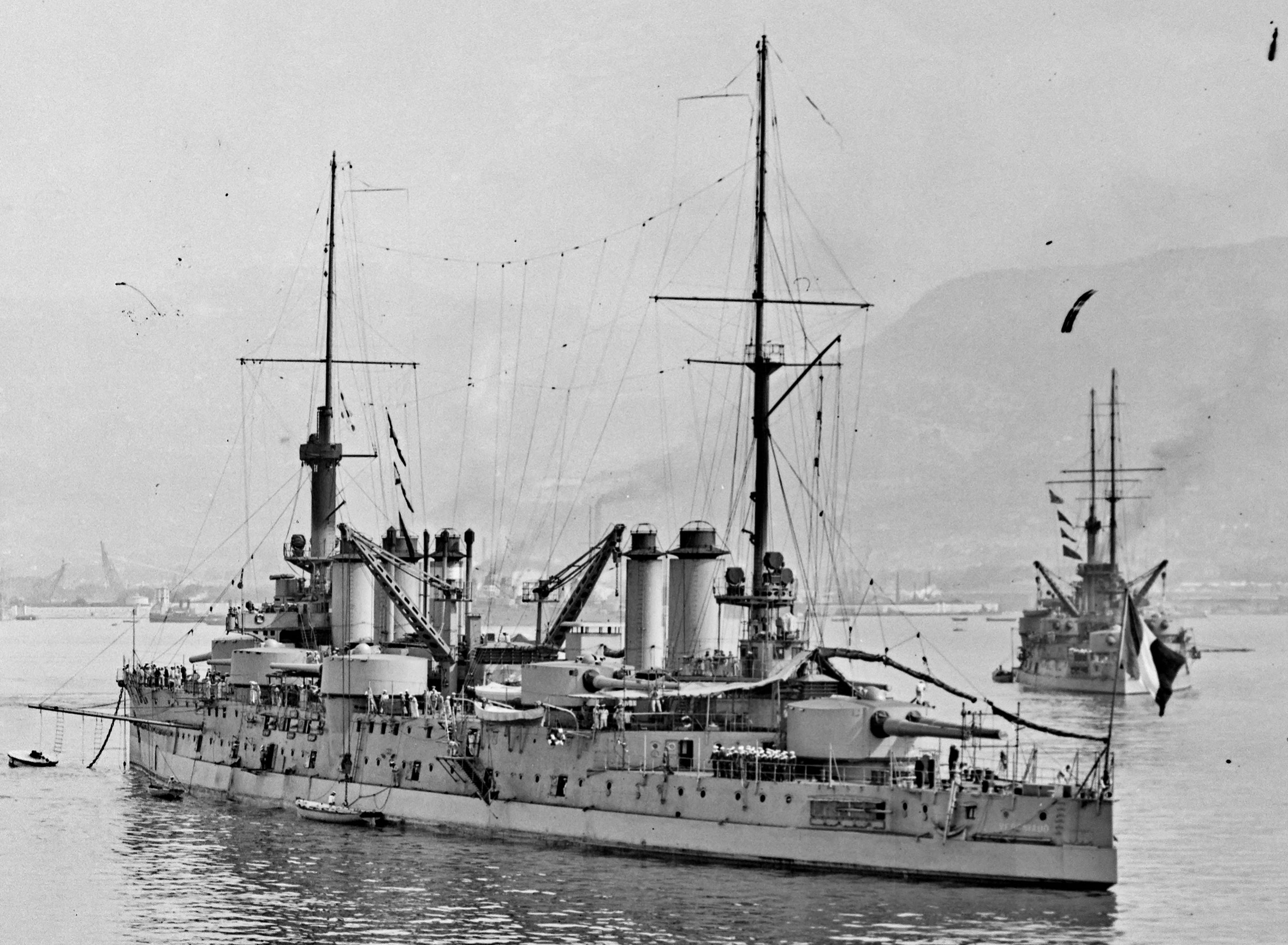
1914年5月，駐錨於土倫的韋尼奧號。

在第一次世界大戰爆發後，韋尼奧號與孔多塞号及孤拔号一同在巴利亞利群島搜尋德國海軍格本号大巡洋舰與布雷斯勞號小巡洋艦，阻止2艦從西側突破地中海防線，但最終無功而返。本艦接下來護送從北非出發的運輸艦隊，安全抵達法國本土後，才前往馬爾他與其姊妹艦會合。為了阻止奧匈帝國海軍擴張，海軍中將奧古斯丁·布韋·德·拉佩雷爾於1914年8月16日將韋尼奧號及其所有同型艦一同納入英法聯軍地中海艦隊，並指揮艦隊直接前往亞得里亞海。聯軍艦隊後來於巴尔遇到正在執行封鎖蒙特內哥羅王國任務的奧匈帝國海軍艦艇澤塔號防護巡洋艦與烏蘭號驅逐艦，遂爆發安提瓦里海戰。在這場海戰中，澤塔號遭到聯軍艦隊集體砲轟而沉沒，卻讓烏蘭號成功地逃脫。9月1日，韋尼奧號奉命前往卡塔羅，對奧匈帝國海軍基地進行對地轟炸任務。接下來至1915年8月期間，本艦支援盟軍封鎖奧特朗托海峽，阻止奧匈帝國海軍突破亞得里亞海。結束任務後的韋尼奧號，在1916年2月前一直駐錨在馬爾他或比塞大，之後才返回法國土倫。
1916年3月27日致戰爭結束前，韋尼奧號轉調至第2分艦隊，並駐紮在阿爾戈斯托利與科孚島，協助盟軍封鎖奧特朗托海峽。
為了確保希臘王國能默許協約國部隊在馬其頓的軍事行動，協約國部隊於1916年11月發動十一月事件，準備從海上進軍雅典，而本艦上一部分的人員轉調至米拉波号上支援作戰。原在本艦服役的一名上尉，在此次行動中因一起意外而殉職。在1917年11月9日至1918年1月間，韋尼奧號短暫地回到土倫進行修理，之後再回到科孚島待命。法國海軍在5月時下令韋尼奧號前往穆茲羅斯，阻止德國海軍戈本號戰列巡洋艦突破地中海防線。9月14日，艦上發生鍋爐爆炸意外，共造成4人死亡及9人受傷。在鄂圖曼帝國於1918年10月30日與協約國簽署穆德洛斯停戰協定後，韋尼奧號與米拉波號奉命執行佔領君士坦丁堡的初步行動。隨後，韋尼奧號於12月17日再次返回土倫短暫地進行維修。

### 一次大戰後
1919年初，法國海軍指派米拉波號與韋尼奧號前往黑海，協助在塞瓦斯托波爾的俄國白軍抵抗布爾什維克份子。米拉波號隨後在一場暴風雪中遇難，擱淺在克里米亞沿岸，僅剩韋尼奧號能夠運作。後來白軍在戰事中開始不利，隨時有可能保不住塞瓦斯托波爾，法國海軍高層因而計畫在1919年4月撤離本艦。第2分艦隊指揮官海軍中將讓-弗朗索瓦-查爾斯·阿梅特則與海軍部高層意見相左，收到消息後準備危抗命令，繼續對布爾什維克份子作戰，此舉卻也造成阿梅特旗下部分艦艇上的船員發動叛亂。這些船員厭戰情緒高漲，並展開大規模示威，要求立刻返回家園。在廠的指揮高層為了壓制這起叛亂，開始向示威者開槍阻止他們的行動，結果造成15名人員受傷，1名於韋尼奧號上服役的船員喪生。示威的船員最初在俄國內戰中保持中立，僅要求返回家園，但之後開始有布爾什維克激進份子滲透，示威隊伍中開始有人高舉支持布爾什維克的旗幟。這場衝突最中延續了4天，阿梅特同意了示威者的需求，將本艦撤離黑海，並直接返回法國本土。韋尼奧號最後於4月29日離開塞瓦斯托波爾，並順便將耶路撒冷號商船（SS Jerusalem）拖往君士坦丁堡。蘇聯當局為了弔念被殺害的韋尼奧號船員，在塞瓦斯托波爾的莫爾斯卡亞廣場（Morskaïa Square）設立紀念碑。
1919年5月至8月期間，韋尼奧號駐紮在貝魯特，監測土耳其軍隊在巴勒斯坦、黎巴嫩、以及敘利亞沿岸的活動。結束任務後，本艦於9月6日返回土倫，旋即於10月1日轉為後備役。由於其性能已越來越不符合需求，法國海軍遂於1921年6月將韋尼奧號除役，至10月27日時轉為廢船。艦上的武裝於1922年拆卸，原240（9.4英寸）口徑火炮轉為岸防工事上，其中有9門移至達喀爾，這些岸防砲直至今日仍保留在當地。法國海軍後來在1926年前將韋尼奧號用作靶艦，用於評估毒氣和炸彈對艦艇的影響。1927年5月5日，法國海軍準備將韋尼奧號出售，之後本艦於1928年11月27日以5,623,123法郎的價格賣給拆船廠拆解。